# Vasili Ianovski
Vasili Ianovski sau Janowski (în rusă Василий Васильевич Яновский; n. 1864) a fost un important latifundiar al ținutului Chișinău și politician țarist, deputat în Duma de Stat al celei de-a I-a convocări din partea Basarabiei.

## Biografie
S-a născut în anul 1864 într-o familie nobiliară de origine poloneză. A absolvit școala reală din Baku, iar mai târziu, școala de cavalerie „Nikolaevskoe” din Sankt Petersburg. A servit în armată timp de 10 ani, după pensionare s-a apucat de agricultură și activități sociale.
Timp de 9 ani a fost conducător al zemstvelor ținuturilor Chișinău și Orhei, precum și al zemstvei guberniale basarabene, unde a fost membru al unei mici opoziții, apărând exclusiv interesele țăranilor.
A înființat două societăți agricole țărănești în Basarabia. A introdus un nou sistem de chitanțe, care garantau împotriva risipei de către colectorii de taxe și o taxare de egalizare a gospodăriilor pe acțiuni. A fost membru al grupului „eliberare” a țăranilor. De asemenea, singurul reprezentant al Basarabiei la congresul zemstvelor și conducătorilor orașelor, precum și la primul congres agrar de la Moscova. A inițiat o serie de proiecte menite să îmbunătățească viața țăranilor. A publicat mai multe lucrări despre problema țărănească. Cu toate acestea, sub Veaceslav von Plehve, a fost forțat să părăsească serviciul, deoarece a venit o solicitare din partea ministerului cu întrebarea: „cum poate o astfel de persoană să dețină postul de șef de zemstvo?”
În 1906 a fost ales în Duma de Stat a Imperiului Rus de prima convocare din partea Basarabiei, exclusiv prin vot țărănesc (nu au existat susținători printre agrarii basarabeni). În Dumă, s-a alăturat aripii stângi a Partidului Constituțional Democrat. Ianovski a fost coautorul a mai multor zeci de solicitări adresate unor înalți oficiali prin care cerea încetarea imediată a execuțiilor în masă ale așa-numiților „rebeli”, „obiectivi” și „revoluționari”, precum și a deportărilor ilegale și a numeroaselor arestări neautorizate în timpul revoluției din 1905–1907.
După dizolvarea Dumei, a semnat Apelul din Vîborg (o proclamație pro-revoluție) la 10 iulie 1906, drept urmare a fost condamnat penal.
La sfârșitul lunii iulie 1906, au apărut două note în ziarul Бессарабская жизнь („Viața Basarabiei”) cu referire la activitatea sa:
„ Astăzi, la Școala evreiască Blumfstein au fost reținute 1.500 de exemplare ale contestației Bundului [partid evreiesc] de conținut scandalos, îndreptate împotriva Persoanei Împăratului Suveran. Conducătorul și un alt evreu care a pregătit contestația pentru distribuire au fost arestați. Apelul a fost semnat, printre altele, de fostul primar Siținski, moșierul Ianovski, țăranii Popov și Seffer. Ianovski, care s-a întors la Chișinău și a fost primit cu răceală de clubul local, s-a dus la moșia sa.”—Chișinău, 21 iulie 1906.
Patru zile mai târziu, a venit o infirmare a știrii anterioare:
„Telegrama agenției «Petersburg» din 21 iulie de la Chișinău conform căreia într-o școală evreiască au fost arestate 1500 de contestații cu conținut «revoltător», îndreptate împotriva persoanei Împăratului Suveran, semnate de Siținski, Ianovski, Popov și Seffer, sunt minciuni provocatoare îndreptate împotriva foștilor deputați ai Dumei.”—Chișinău, 25 iulie 1906.
În 1912 publică la Chișinău lucrarea „Despre cultura strugurilor de masă”. Soarta ulterioară este necunoscută.